# Свилаја
Свилаја је веначна планина у Далмацији, Република Хрватска. Припада планинском систему Динарида (Динарске планине) и пружа се правцем СЗ-ЈИ на дужини од 40 km. Највиши врх је Свилаја (1.509 m), а други већи врхови су Јанчаг (1.483 m), Црни Умац (1.303 m) и Лисина (1.301 m).